# 12617 Angelusilesius
12617 Angelusilesius eller 5568 P-L är en asteroid i huvudbältet som upptäcktes den 17 oktober 1960 av den nederländsk-amerikanske astronomen Tom Gehrels och det nederländska astronomparet Ingrid van Houten-Groeneveld och Cornelis Johannes van Houten vid Palomarobservatoriet. Den är uppkallad efter den tyske författaren Angelus Silesius.
Asteroiden har en diameter på ungefär 11 kilometer.